# 西野流呼吸法
西野流呼吸法（にしのりゅうこきゅうほう、Nishino Breathing Method）は西野皓三によって創始した健康法。それを実践するための塾を1985年に開設した。足芯呼吸という全身を使った独自の深くて長い呼吸法を中心とした基本の稽古と、１対１で互いにエネルギーを相手に出し合って交流する対気の稽古を行う健康法。小学生から入塾可能で90代まで様々な年代の塾生が通う（参考文献10,11,23）。
国内外の大学、研究機関と共同研究を行い、免疫活性・ストレスの低下（論文7）、骨代謝改善（論文4）、ミトコンドリア劣化抑制（論文5）、がん細胞の増殖抑制（論文6）など、西野流呼吸法により培った生命エネルギー（気）の影響を示す共同研究論文が英国オックスフォード大学出版医学ジャーナル誌“Evidence-based Complementary and Alternative Medicine”（eCAM）他に発表、PubMedに掲載。第47回日本呼吸器学会学術講演会 基調講演の他、医学関係の学会にて創始者西野皓三による講演が行われた（講演1-11）。2022年より東北大学名誉教授貫和敏博はProject DeepBodyと題し、西野流呼吸法に関する科学的エビデンスの蓄積する試みを始めている。
西野流呼吸法総本部開所以来、公認団体認定指導者養成コースを設置し後進の育成、普及に務める。仙台教室（指導：貫和敏博 東北大学名誉教授）をはじめ北海道札幌教室から九州大分教室まで、海外はスイス・チューリッヒ教室（指導：Timur Ucmak, M.D., Ph.D.）をはじめ、ドイツ・ミュンヘン教室、ニュルンベルク教室、スペイン・アリカンテ教室など国内外18教室を設置し、さらに増設する。

## 西野流呼吸法の実践
西野流呼吸法のカリキュラムは『基本』と『対気』からなる。
『基本』は身体のすみずみの細胞まで酸素がいきわたる深い呼吸と心地よい動きからなる足芯呼吸を中心としたメソッド。
『対気』は『基本』で培った生命エネルギーを交流しあうメソッド。
『基本』
　華輪
基本の準備運動。全身を緩めて火消のまといのように左右に捻じる。中段、上段、下段がある。
　足芯呼吸
実際には鼻から吸い、口から吐きながら、足の裏（足芯）から息を吸い上げ全身に巡らせたのち、再び足の裏に向けて吐き下ろす全身隅々にまで働きかける呼吸法。
『対気」
　　１対１で向き合い、手首を合わせ基本で培った生命エネルギーを互いに出して交流し、さらにエネルギーあふれる身体を培う稽古。

### 西野流呼吸法に関する主な出典
- 1 『西野流呼吸法 : Biospark』（講談社）1987
- 2 『"気"の発見 : 西野流呼吸法の奇跡 あなたの潜在力が一気に覚醒する 』（祥伝社）1989
- 3 『"気"知的身体の創造 : 西野流呼吸法』（講談社）1990
- 4 『"気"の奥義 : 西野流呼吸法 身体と心が一変し、人生が開ける』（祥伝社）1992
- 5 『細胞で考える : 知性の彼方に"自在の人生"がある 』（クレスト社、のちにザ・マサダ）1993
- 6 『「気」の贈りもの : 西野流呼吸法 』（求龍堂）1993
- 7 『西野流「気」・身体知で人生に克つ : 七人のエキスパートによる自己検証』（講談社）1996
- 8 『身体知の誕生七つの法則』（小学館）1997
- 9 『「生命力」を育てる : 人間の正体-その精髄に迫る』（クレスト社、のちにザ・マサダ）1997
- 10『人生は「呼吸」で決まる : 西野流呼吸法・体験者100人の実証』（実業之日本社）1998
- 11『生きる力は「呼吸」で決まる : 西野流呼吸法・体験者90人の証言』（実業之日本社）2001
- 12『生命エネルギーを高める西野流呼吸法』（三笠書房知的生きかた文庫）2003
- 13『生きるパワー西野流呼吸法 : 七つの法則』（ちくま書房）2003
- 14『西野流呼吸法 生命エネルギーの躍動』（講談社）2004
- 15『呼吸力を鍛える : 西野流呼吸法』（ＰＨＰ研究所）2004
- 16『自己エネルギー昂揚 : 西野流呼吸法』（学習研究社）2005
- 17『生命エネルギー「気」の真髄 : 西野流呼吸法』（講談社+α文庫）2010
- 18 (共著)西野流呼吸法.　有田秀穂編『呼吸の事典』（朝倉書店）pp678-697（2006）

- 19（英語）Kozo Nishino, The Breath of Life,　Using the Power of Ki for Maximum Vitality.  Japan: Kodansha International Ltd., ISBN 4-7700-2022-8 1997
- 20（フランス語）Kozo Nishino,  Le Souffle de Vie, Utiliser le Pouroir du Ki.  Paris, France:  Guy Tredaniel Editeur,ISBN 2-84445-027-X 1998
- 21（イタリア語）Kozo Nishino,  Il Respiro Della Vita, La massima vitalita dalla forza del Ki, Esercizi di Respirazione facili, effieaci, completamente illustrati.  Roma, Italy:  Edizioni Mediterranee, Via Flaminia ISBN 88-272-1256-6 1999
- 22『はじめての方から経験者の方まで 西野流呼吸法 実践解説』石井雅子（NK出版）2022.12
- 23『呼吸を変えて未来を変える　西野流呼吸法と共に生きる　珠玉の体験談』西野流呼吸法総本部編（NK出版）2023.3
- 24（英語）The NIshino Method Headquarters, The Nishino Breathing Method Training Manual with Videos of All Exercises: Build a Powerful Life and Future through the Unique Japanese Breathing Technique. NK Publishing, ASIN B0CQWFHWG8, 2023.12
- ※1-21は西野皓三著、監修、共著

### 西野流呼吸法に関する論文
- 1 Supramarginal activity in interoceptive attention tasks，Neuroscience Letters Volume 589, 4 March 2015, Pages 42-46
- 2 Spinal fMRI of Interoceptive Attention/Awareness in Experts and Novices. Neural Plasticity Volume 2014,Article ID679509, 7 pages
- 3 気の科学検証と健康長寿革命、日本咬合学会雑誌、2010；6Vol.13,No.1、71-76
- 4 Ki-Energy(Life-Energy) Stimulates Osteoblastic Cells and Inhibits the Formation of Osteoclast-like Cells in Bone Cell Culture Models. eCAM 2007;4(2)225-232
- 5 Ki-Energy (Life-Energy) Protects Isolated Rat Liver Mitochondria from Oxidative Injury．eCAM 2006;3(4)475-482
- 6 Growth inhibition of cultured human liver carcinoma cells by Ki-energy (life-energy): Scientific evidence for Ki-effects on cancer cells. eCAM 2005; 2(3) 387-393,
- 7 Beneficial effects of the Nishino breathing method on immune activity and stress level: Kimura H, Nagao F, Tanaka Y, Sakai S, Ohnishi ST, Okumura K. J Altern Complement Med. 2005 Apr;11(2):285-91.
- 8 The Concept of Ki and the Nishino Breathing Method. The 4th International Congress of Traditional Asian Medicine, Proceedings part Ⅰ, 1994；August,148-170
- 9 貫和敏博：呼吸・歩行のcentral pattern generatorsシステムと東洋系bodyworkによる医療応用の可能性ー錐体外路系・体幹前進運動システムを考えるー、BRAIN and NERVE、74巻、1053-1059、2022．
- 10 貫和敏博：好きになる呼吸法ーはじめてのdeep body衝撃・爽快感に驚き呼吸法が好きになる、内科、130巻、969-974、2022．

### 医学関係学会での主な講演
- 1 第47回日本呼吸器学会学術講演会　基調講演（東京国際フォーラム）
- 2 第27回日本医学会総会アンチエイジング企画講演（松下ＩＭＰホール）
- 3 第８回日本抗加齢医学会総会　招待講演（東京国際フォーラム）
- 4 第25回和漢医薬学会学術大会 特別講演（大阪国際交流センター）
- 5 第14回日本咬合学会学術大会特別講演（アクロス福岡国際会議場）
- 6 第11回日本代替・相補・伝統医療連合会議・第７回日本統合医療学会 合同大会学術集会特別講演（松島一の坊）
- 7 第37回日本生理人類学会　特別公開講演（東京郵便貯金ホール）
- 8 第4回国際アジア伝統医学大会　特別講演（虎ノ門ホール）
- 9 第2回日本代替医療学会　特別講演（パシフィコ横浜）
- 10第110回日本歯科保存学会特別講演（奥羽大学）
- 11人間サイエンスの会（超党派国会議員連盟）10周年記念講演（衆議院第一議員会館）